# Hénumont (Trois-Ponts)
Hénumont est un hameau de la commune belge de Trois-Ponts située en Région wallonne dans la province de Liège.
Avant la fusion des communes de 1977, Hénumont faisait partie de la commune de Wanne.

## Situation
Hénumont se trouve sur le versant ouest d'une colline à une altitude variant entre 455 m et 510 m. Ce hameau ardennais étire ses habitations sur plus d'un kilomètre le long de la route menant de Stavelot à Wanne. Il se situe aussi à 9 kilomètres à l'est de Trois-Ponts et à moins de 4 kilomètres au sud de Stavelot. Sur une hauteur, le lieu-dit Werhai et ses quelques constructions (fermes) jouxtent le hameau.

## Description
Parmi la quarantaine d'habitations que compte le hameau, la moitié est composée d'anciennes fermes et fermettes bâties le plus souvent en moellons de grès donnant un certain caractère à cette localité à vocation agricole. L'autre moitié placée aux deux extrémités du hameau est de construction plus récente.